# Väster-Sösjötjärnen
Väster-Sösjötjärnen är en sjö i Bräcke kommun i Jämtland och ingår i Ljungans huvudavrinningsområde. Sjön har en area på 0,066 kvadratkilometer och ligger 307,2 meter över havet.

## Delavrinningsområde
Väster-Sösjötjärnen ingår i det delavrinningsområde (697728-152598) som SMHI kallar för Utloppet av Väster-Sösjön. Medelhöjden är 359 meter över havet och ytan är 17,76 kvadratkilometer. Det finns inga avrinningsområden uppströms utan avrinningsområdet är högsta punkten. Söån som avvattnar avrinningsområdet har biflödesordning 4, vilket innebär att vattnet flödar genom totalt 4 vattendrag innan det når havet efter 134 kilometer. Avrinningsområdet består mestadels av skog (82 procent). Avrinningsområdet har 0,9 kvadratkilometer vattenytor vilket ger det en sjöprocent på 5 procent.